# Lindingaspis tingi
Lindingaspis tingi är en insektsart som beskrevs av Mckenzie 1950. Lindingaspis tingi ingår i släktet Lindingaspis och familjen pansarsköldlöss.
Artens utbredningsområde är Filippinerna. Inga underarter finns listade i Catalogue of Life.